# Princeza Kamerernebti
Kamerernebti je bila princeza drevnoga Egipta, kći faraona Njuserre Inija, vladara 5. dinastije. Bila je udata za jednog vezira. Nazvana je po Dvjema Damama, božicama koje štitile faraone.

## Životopis

### Djetinjstvo i rani život
Kamerernebti je rođena kao kći kralja Njuserre i njegove supruge Reptinub. Prema tome, bila je nećakinja faraona Neferefre i unuka faraona Neferirkare Kakaija i njegove žene, Kentkaues II. Djetinjstvo je provela u kraljevskoj palači. Njezin stric je sagradio hram boga Sunca, a djed joj je bio poznat po dobroti.
Moguće je da je Kamerernebtin brat bio kralj Menkauhor Kaiu.

### Brak i djeca
Ne zna se kada, ali Kamerernebti se udala za vezira Ptahšepsesa, službenika svoga oca. Različiti izvori navode različit broj djece:
- sinovi Ptahšepses, Kahotep, Kednes i Hemakti te kći Meritites
- ista djeca kao već navedena, a još k tome i sin Kafini
- ista djeca kao već navedena, s ili bez Kafinija, ali s dva Ptahšepsesa.

Moguće je da je Kamerernebti bila teta kralja Djedkare Isesija (ako je on doista bio Menkauhorov sin, i ako je Menkauhor doista bio Kamerernebtin brat).

### Smrt i grobnica
Kamerernebti je nakon smrti pokopana u mastabi u kojoj je pokopan i Ptahšepses. Za nju je bila sagrađena još jedna grobnica, blizu piramide njezina oca, ali ta nije nikada korištena.

## Vanjske poveznice
|  | Zajednički poslužitelj ima još gradiva o temi Princeza Kamerernebti |